# District de Minamikuwada
Le district de Minamikuwada (南桑田郡, Minamikuwada-gun) est un ancien district de la préfecture de Kyoto, au Japon. Créé le 10 avril 1879 à partir de l'ancien district de Kuwada (ja), il disparaît le 30 septembre 1959 lorsque sa dernière municipalité, le village de Shino (ja), est intégré dans la ville de Kameoka.

## Toponymie
Le nom signifie « Kuwada sud » et fait référence à l'ancien comté de Kuwada, cité dans le Nihon shoki compilé en l'an 720.

## Géographie

### Topographie

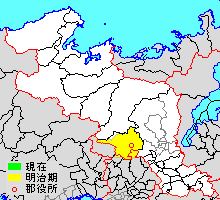
Étendue du district de Minamikuwada sur une carte de la préfecture de Kyoto dans ses tracés du 12 mars 2007.

Il correspond maintenant à la majorité de la ville de Kameoka, une partie de la ville de Takatsuki dans la préfecture d'Osaka (l'ancien village de Kashida) et à une partie du bourg de Toyono, dans le district de Toyono de la préfecture d'Osaka. Cette partie dans le bourg de Toyono correspond à une partie des anciens villages de Terada et de Maki, transféré par la ville de Kameoka à Toyono le 1er avril 1958.

### Districts limitrophes
À sa création le 10 avril 1879, le district de Minamikuwada est bordé au nord par le district de Funai (船井郡), au nord-est par le district de Kitakuwada (北桑田郡), à l'est par le district de Kadono (ja) (葛野郡), au sud-est par le district d'Otokuni (乙訓郡) et au sud par les districts de Toyono (豊能郡) et de Mishima (三島郡), tous deux dans la préfecture voisine d'Osaka,. Le 1er avril 1931, Minamikuwada ne borde plus le district de Kadono, après que la majorité des municipalités de ce dernier sont intégrés dans l'arrondissement d'Ukyō (右京区) de la ville de Kyoto. Le 1er janvier 1943, le district a maintenant comme voisin au sud la nouvelle ville de Takatsuki. Le 1er janvier 1955, après la création de la ville de Kameoka, Minamikuwada ne borde plus les districts de Funai, Kitakuwada, Toyono et Mishima.

## Histoire
Le 10 avril 1879, la nouvelle loi municipale (ja) est appliquée dans la préfecture de Kyoto et sépare le comté (ou district) de Kuwada (ja) (桑田郡) en deux districts, ceux de Kitakuwada (« Kuwada nord ») et de Minamikuwada (« Kuwada sud ») ; Kitakuwada a son siège de district au bourg de Kameoka, dans le lieu occupé par l'ancien siège du domaine de Kameoka (ja). Il est alors composé des 93 municipalités suivantes : 
1. Maki (牧村)
2. Anao (穴太村)
3. Higashikaya (東加舎村)
4. Ide (井手村)
5. Inokura (猪倉村)
6. Kakihana (柿花村)
7. Rokuya (鹿谷村)
8. Ōta (太田村)
9. Okujō (奥条村)
10. Kanageshuku (金岐宿村)
11. Kawazeki (川関村)
12. Kitanoshō (北ノ庄村)[N 1]
13. Kawaraji (河原尻村)[N 2]
14. Umaji (ja) (馬路村)
15. Bishamon (毘沙門村)
16. Chitose (ja) (千歳村)
17. Kameoka (亀岡町)
18. Umahori (馬堀村)
19. Yamamoto (山本村)
20. Ōji (王子村)
21. Shino (ja) (篠村)
22. Mori (森村)
23. Hirota (広田村)
24. Jōbōji (浄法寺村)
25. Kasebara (柏原村)
26. Miyake (三宅村)
27. Kose (古世村)
28. Kamiyada (上矢田村)
29. Nakayada (中矢田村)
30. Shimoyada (下矢田村)
31. Aratsuka (荒塚村)
32. Yasumachi (安町村)
33. Oiwake (追分村)
34. Amarube (余部村)
35. Nakahata (中畑村)
36. Niryō (二料村)
37. Izuriha (出灰村)
38. Sugio (杉生村)
39. Tanō (田能村)
40. Kamakura (鎌倉村)
41. Kaibara (栢原村)[N 3]
42. Koizumi (小泉村)
43. Kamihara (神原村)
44. Inukai (犬飼村)
45. Shigetoshi (重利村)
46. Nanjō (南条村)
47. Nishijō (西条村)
48. Nishikaya (西加舎村)
49. Miyagawa (宮川村)
50. Kōzaki (神前村)
51. Tengawa (天川村)
52. Ashinoyama (芦山村)
53. Saiki (佐伯村)
54. Utsune (宇津根村)
55. Obayashi (小林村)
56. Takanobayashi (高野林村)
57. Imazu (今津村)
58. Chiwara (千原村)[N 4]
59. Ogawa (小川村)
60. Shōrinjima (勝林島村)
61. Hozu (ja) (保津村)
62. Kokubu (国分村)
63. Hiramatsu (平松村)
64. Nakano (中野村)
65. Hirono (広野村)
66. Dongahata (土ヶ畑村)
67. Kasukabe (春日部村)
68. Ōshibahara-shinden (大芝原新田)
69. Kuradani (倉谷村)
70. Yuya (湯谷村)
71. Nangake (南掛村)
72. Inukanno (犬甘野村)
73. Warauji (笑路村)
74. Manganji (万願寺村)
75. Kōji (神地村)
76. Yunowara (柚原村)[N 5]
77. Ōno (大野村)
78. Ōtsukunami (大槻並村)
79. Asahi (ja) (旭村)
80. Naka (中村)
81. Tera (寺村)
82. Hōki (法貴村)
83. Tōge (東掛村)
84. Yoshida (吉田村)
85. Anagawa (穴川村)
86. Minamikanage (南金岐村)
87. Kitakanage (北金岐村)
88. Haida (拝田村)
89. Yui (湯井村)
90. Terada (寺田村)
91. Sengahata (千ヶ畑村)
92. Namikawa (並河村)[N 6]
93. Tsuchida (土田村)

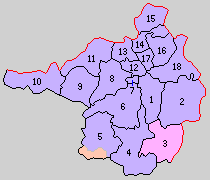
Carte des municipalités du district de Minamikuwada en 1889 (1. Kameoka, 2. Shino, 3. Kashida, 4. Higashibetsuin, 5. Nishibetsuin, 6. Sogabe, 7. Yoshikawa, 8. Hiedano, 9. Honme, 10. Hatano, 11. Miyazaki, 12. Ōi, 13. Chiyokawa, 14. Umaji, 15. Asahi, 16. Chitose, 17. Kawarabayashi, 18. Hozu).

En 1881, Kanageshuku change son nom pour Kokanage (小金岐村). En 1883, une partie du village de Shino est morcelée pour former celui de Nojō (野条村), portant le nombre total de municipalités à 94. Le 1er avril 1889, à l'adoption de la loi municipale moderne (ja), le nombre de municipalités est réduit à 18 par la fusion de la majorité des anciennes :
| Villages créés                 | Villages réunis                                                                             |
| ------------------------------ | ------------------------------------------------------------------------------------------- |
| Kameoka (bourg, 亀岡町)        | Nakayada, Miyake, Shimoyada, Kose, Kamiyada, Yasumachi, Aratsuka, Oiwake, Amarube et Utsune |
| Shino (ja) (篠村)              | Shino (ancien), Ōji, Yamamoto, Umahori, Kasebara, Nojō, Hirota, Mori et Jōbōji              |
| Kashida (ja) (樫田村)          | Tanō, Niryō, Sugio, Nakahata et Izuriha                                                     |
| Higashibetsuin (ja) (東別院村) | Tōge, Kamihara, Koizumi, Kaibara, Kamakura, Kuradani, Nangake, Yuya et Ōno                  |
| Nishibetsuin (ja) (西別院村)   | Yunowara (Yunohara), Manganji, Ōtsukunami, Warauji, Inukanno, Kōji, Terada et Maki          |
| Sogabe (ja) (曽我部村)         | Tera, Hōki, Naka, Kasukabe, Inukai, Nishijō, Nanjō, Shigetoshi et Anao                      |
| Yoshikawa (ja) (吉川村)        | Yoshida et Anagawa                                                                          |
| Hiedano (ja) (薭田野村)        | Saiki, Ōta, Tengawa, Rokuya, Kakihana, Ashinoyama et Okujō                                  |
| Honme (ja) (本梅村)            | Nishikaya, Higashikaya, Ide, Hiramatsu et Nakano                                            |
| Hatano (ja) (畑野村)           | Dongahata, Sengahata et Hirono                                                              |
| Miyazaki (ja) (宮前村)         | Miyagawa, Inokura et Kōzaki                                                                 |
| Ōi (ja) (大井村)               | Namikawa, Tsuchida, Kokanage, Minamikanage et Kitakanage                                    |
| Chiyokawa (ja) (千代川村)      | Kitanoshō, Yui, Haida, Kawazeki, Chiwara (Chihara), Imazu, Takanobayashi, Ogawa et Obayashi |
| Umaji (ja) (馬路村)            | Umaji (ancien) et Ōshibahara-shinden                                                        |
| Asahi (ja) (旭村)              | Aucun changement                                                                            |
| Chitose (ja) (千歳村)          | Chitose (ancien), Kokubu et Bishamon                                                        |
| Kawarabayashi (ja) (河原林村)  | Kawaraji et Shōrinjima                                                                      |
| Hozu (ja) (保津村)             | Aucun changement                                                                            |

Le 1er juillet 1899, lorsque la loi sur les districts (ja) (郡制) est adoptée dans la préfecture, des assemblées de district ont maintenant lieu dans le district de Minamikuwada, qui se dote aussi d'un préfet de district. Le 2 décembre 1910, le préfet de district Minagawa Jun (皆川 惇) est remplacé par Kichigorō Ōmori. Le 1er avril 1923, les assemblées de district sont abolies, suivi du siège de district le 1er juillet 1926, et le district de Minamikuwada ne devient plus qu'une division géographique. Le 1er janvier 1955, durant les grandes fusions de l'ère Shōwa, le bourg de Kameoka et les quinze villages de Higashibetsuin, Nishibetsuin, Sogabe, Yoshikawa, Hiedano, Honme, Hatano, Miyazaki, Ōi, Chiyokawa, Umaji, Asahi, Chitose, Kawarabayashi et Hozu fusionnent pour former la ville de Kameoka (亀岡市). Le 1er avril 1958, Kashida est intégré dans la ville de Takatsuki (高槻市), dans la préfecture voisine d'Osaka. Quelques années après les fusions du Shōwa, la dernière municipalité du district, le village de Shino, est intégré dans la ville de Kameoka le 30 septembre 1959, dissolvant ainsi le district de Minamikuwada.